# Selección de rugby de Santa Lucía
La selección de rugby de Santa Lucía, es la selección nacional de rugby de ese país y está regulada por la Saint Lucia Rugby Football Union.